# Fissiphallius sturmi
Fissiphallius sturmi is een hooiwagen uit de familie Zalmoxioidae.